# 左翼反对派
左翼反对派（羅馬化：Levaya oppozitsiya）是布尔什维克党在1923年至1927年期间的一个派系。该派的领袖为列夫·托洛茨基。该派及其各国支持者自称国际左翼反对派。
此派系于1924年1月列宁死后，因为党内争夺领导权的斗争而形成。起初，托洛茨基及其支持者于1923年10月签署“46人声明”而形成一条战线，与其对抗的则是由约瑟夫·斯大林、格里戈里·季诺维也夫和列夫·加米涅夫（人称“三驾马车”）的支持者。
斯大林掌握权力后，左翼反对派的大部分代表人物被撤销职务或流亡，并在大清洗时期被杀。
1926年，左翼反对派与季诺维也夫和加米涅夫领导的新反对派结成联合反对派。

## 主要人物
- 列夫·托洛茨基
- 亚历山大·别洛博罗多夫
- 米哈伊尔·博古斯拉夫斯基（英语：Mikhail Boguslavsky）
- 安德烈·布勃诺夫
- 雅科夫·德罗布尼斯（英语：Yakov Drobnis）
- 阿道夫·越飛
- 尼古拉·克列斯京斯基
- 謝爾蓋·姆拉赫科夫斯基（英语：Sergei Mrachkovsky）
- 尼古拉·穆拉洛夫
- 瓦列里安·奥波连斯基
- 格奥尔基·奥波科夫
- 叶夫根尼·普列奥布拉任斯基
- 格奥尔基·皮达可夫
- 卡尔·拉狄克
- 克里斯蒂安·拉科夫斯基
- 季莫費·薩普羅諾夫
- 维克托·塞尔日
- 伊瓦尔·斯米尔加
- 伊万·斯米尔诺夫
- 弗拉基米爾·斯米爾諾夫